# Antonio Saura
Antonio Saura Atarés (Huesca, 22 settembre 1930 – Cuenca, 22 luglio 1998) è stato un pittore e scrittore spagnolo, fratello del regista cinematografico Carlos.

## Biografia
Nato a Huesca, trascorse gli anni tra il 1936 ed il 1939 tra Barcellona, Valencia e Madrid a causa della Guerra di Spagna, al termine della quale visse ancora un anno a Huesca per poi tornare a Madrid. Nel 1943 contrasse la tubercolosi, malattia che lo costrinse a diversi interventi ed alla sostanziale immobilità per cinque anni. In questo periodo, iniziò da autodidatta a dipingere ed a scrivere e, superata la malattia, tenne la sua prima mostra con le opere che aveva studiato e dipinto a Saragozza nel 1950, a cui seguì un'altra a Madrid nel 1952; nel frattempo aveva pubblicato anche la sua prima opera poetica, Programio.
Tra il 1954 ed il 1955 si trasferisce a Parigi, dove si unisce al gruppo dei surrealisti e dove, nel 1957, tiene una mostra alla Galérie Stadler.
Tornato a Madrid, nel 1957 è uno dei fondatori del gruppo El paso, del quale rimase a capo fino al 1960, incontrando in questo periodo anche il critico Michel Tapié. A partire dal 1960 smette di dipingere esclusivamente in bianco e nero avvicinandosi sempre più al colore ed iniziando a creare anche alcune sculture. Nello stesso anno riceve il "Premio Guggenheim" a New York e intanto le sue opere cominciano ad essere esposte nei principali musei europei e americani.
A partire dal 1966 compie diversi viaggi a Cuba, trovando nuova ispirazione per le sue opere e dove, nel 1968, partecipa al Congreso cultural dell'Avana. Nello stesso anno abbandona la tecnica dell'olio su tela per dedicarsi, per un periodo di circa dieci anni, alla pittura su carta, mentre nel 1969 dall'editore Gustavo Gili di Barcellona esce la prima monografia a lui dedicata, con testo di José Ayllón.
Negli ultimi decenni della sua carriera sperimenta altre forme artistiche, dalla scultura alla vetrata (notevole una Crocifissione del 1965 nella chiesa di San Tomaso ad Amsterdam), dalla grafica alla pittura muraria, tecnica quest'ultima di cui rimangono in particolare l'opera Senza centro (1968), nel Museo de la revolución dell'Avana, e Elegia (1987), nel Palazzo comunale di Huesca.
Muore a Cuenca nel 1998.
Le sue opere sono oggi esposte in numerosi musei a livello mondiale, tra cui il Musée Picasso di Antibes, il Centre Pompidou di Parigi, lo Städelsches Kunstinstitut und Städtische Galerie di Francoforte sul Meno, la National Gallery e la Tate Modern di Londra, il Museo Nacional Centro de Arte Reina Sofía di Madrid, il Guggemheim Museum e il Metropolitan Museum di New York.

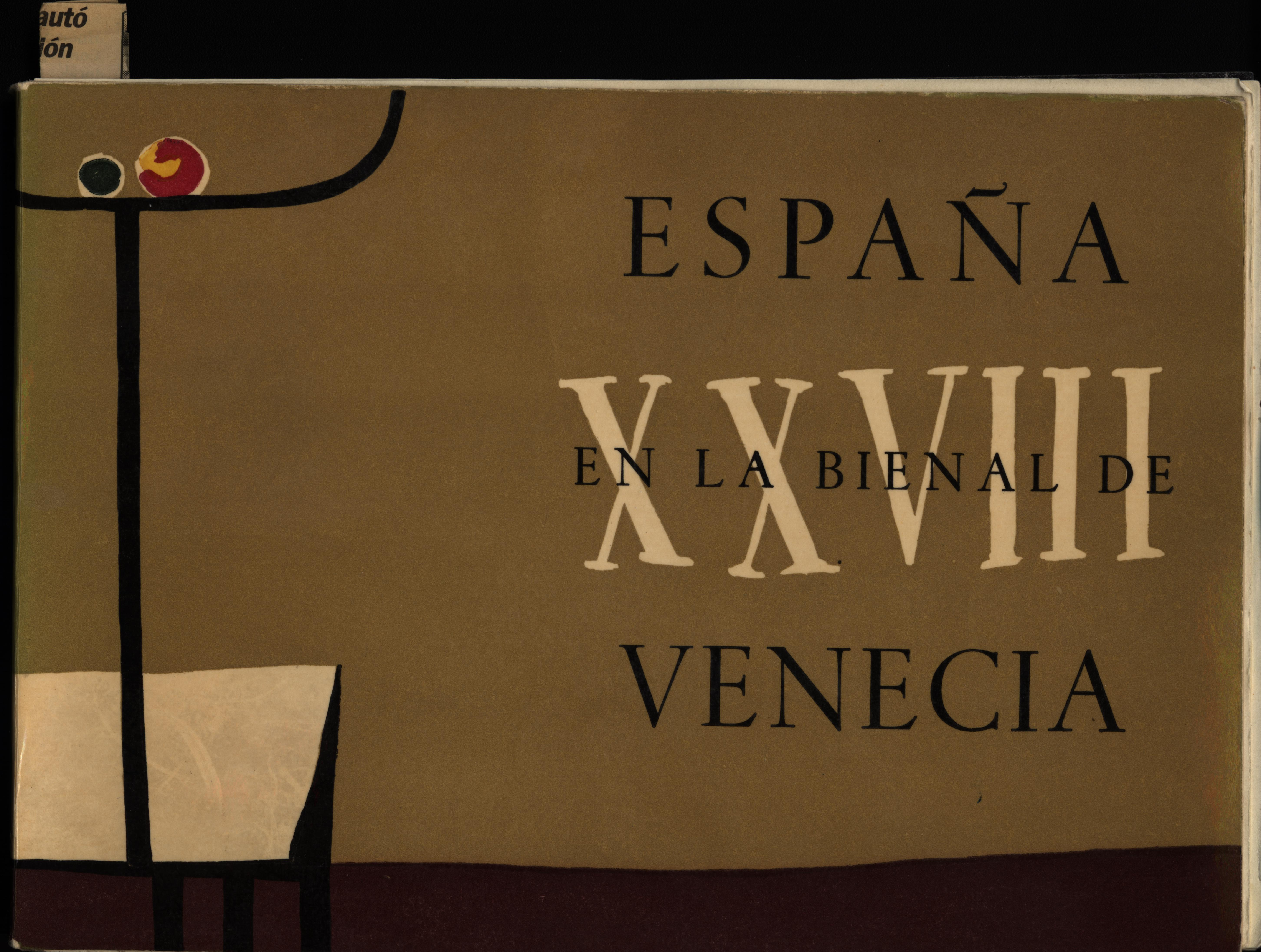
L'immagine del Catalogo delle opere del Padiglione Spagnolo alla XXVIII Biennale di Venezia del 1956

## Saura e l'Italia
Riallacciandosi alla presentazione delle sue opere nel 1953 alla Galleria Odyssa di Roma Lorenza Trucchi, nel 1960, pone Antonio Saura nella corrente pittorica che mette in scena una nuova immagine dell'uomo che risorge «con fatica, con dolore, dal groviglio dei segni, dal caos della materia, dallo sfrenato canto del colore. È un'immagine ancora incerta, mutilata: è un'idea che si incarna senza abbellimenti, che attrae e repelle, che invoca e accusa». La studiosa individua Jean Dubuffet come il padre di questa arte, «Brutale, ma accoratamente poetica». La studiosa a tale proposito cita, nello stesso articolo, De Kooning e le opere coeve di Bacon.
Nel 1958 è presente alla Biennale di Venezia, insieme a Antoni Tàpies, Eduardo Chillida, Rafael Canogar, Manolo Millares e Manuel Rivera , al Padiglione Spagnolo. L'arte informale spagnola della seconda metà del XX secolo aveva il suo riconoscimento e il regime franchista sopravvissuto alla Seconda guerra mondiale continuava un percorso già intrapreso nelle altre edizioni (dal 1948 al 1956) finalizzato a un riconoscimento internazionale della modernità spagnola nell'arte all'estero.